# Ceriana daphnaeus
Ceriana daphnaeus är en tvåvingeart som först beskrevs av Walker 1849.  Ceriana daphnaeus ingår i släktet griffelblomflugor, och familjen blomflugor.
Artens utbredningsområde är Jamaica. Inga underarter finns listade i Catalogue of Life.